# 다수초등학교
다수초등학교는 대한민국 강원특별자치도 평창군 평창읍 숫돌고개길 3 (다수리 304)에 있는 초등학교이다.

## 연혁
- 1938년 6월 24일 평창일신공립심상소학교 부설 다수간이학교 설립인가
- 1938년 8월 6일 다수간이학교 개교
- 1941년 4월 30일 다수공립국민학교 승격인가
- 1996년 3월 1일 다수초등학교 교명 개칭
- 1999년 9월 1일 폐교